# Jure Šarčević
Fra Jure Šarčević (Rumboci, Prozor-Rama, 1949.), hrvatski rimokatolički svećenik i visoki crkveni dužnosnik. Provincijal je Hrvatske kapucinske provincije i predsjednik Hrvatske konferencije viših redovničkih poglavara i poglavarica (HKVRPP).

## Životopis
Rodio se je ramskom selu Rumbocima 1949. godine. 1966. se je godine zaredio, pristupivši u kapucinski franjevački Red. U Milanu i u Zagrebu je pohađao i završio bogoslovlje. Za svećenika se je zaredio 1977. u Zagrebu. Nakon toga djelovao je u Varaždinu i zagrebačkoj Dubravi. U Rimu 2000. godine na Generalnoj skupštini kapucinskog reda izabran je za generalnoga definitora Reda. Dužnost je obnašao dvanaest godina.
Kao duhovnik obnašao je mnoge dužnosti, poput odgojitelja sjemeništaraca, provincijalnog tajnika, učitelja bogoslova, kateheta mladih i studenata, župni vikar i ine. Danas (stanje u prosincu 2014.) obnaša dužnost provincijala Hrvatske kapucinske provincije. Predsjedava Hrvatskom konferencijom viših redovničkih poglavara i poglavarica (HKVRPP).